# 孝慈高皇后 (清朝)
孝慈高皇后（穆麟德轉寫：hiyoošungga gosin dergi hūwangheo；1575年—1603年），那拉氏，名孟古哲哲（穆麟德轉寫：Monggojeje，大词典轉寫：Monggozhezhe），葉赫部貝勒楊吉砮（楊吉努）女，努尔哈赤福晋，清太宗皇太極的母亲，清朝第一位被追封的皇后。

## 生平
根据《满洲实录》记载，当初杨吉砮与努尔哈赤联姻，特意选择了容貌姣好、可称佳偶的小女儿孟古哲哲。戊子年九月（1588年10月），其兄纳林布禄送孟古哲哲，嫁予努爾哈赤。努尔哈赤率部下迎之，大宴成婚。1592年，孟古哲哲生下努尔哈赤第八子，即后来的清太宗皇太極，这也是她唯一的孩子。她亦曾抚养过努尔哈赤的孙子岳托:40。
随着努尔哈赤带领建州女真逐步扩张，与她母家海西女真叶赫部逐成敌势。双方在1597年再度联姻，她的侄女那拉氏与努尔哈赤定婚，但联姻未成，双方反目。1603年，努爾哈赤与叶赫部作战时候。孟古哲哲病重，临终之际，她想见母亲一面。努尔哈赤派人邀请，被纳林布禄阻止。最终，她在两方的仇恨中病逝，終年二十九歲（虚岁）。这一年努尔哈赤刚刚将都城从费阿拉迁至赫图阿拉。努尔哈赤日夜思念，痛泣不已，将她的灵柩停放在院内三年才安葬于尼雅满山。天命九年（1622年），努尔哈赤将父祖妻儿等人墓葬集体从赫图阿拉迁葬至新都辽阳城所在区域:40。孟古哲哲安葬东京杨鲁山。天聪三年（1629年），再迁葬沈阳福陵。
在她逝世十余年后的天命八年（1623年）六月，努尔哈赤称皇太极为“为父我之爱妻所生之唯一之后嗣，故不胜爱悯。”她的一个妹妹——绰奇（松古图的生母）亦是努尔哈赤众福晋之一。

## 嫡妻身份、大福晋头衔及追谥
她与努尔哈赤成婚，至其逝世，努尔哈赤并未称汗。在她逝世后的1605年时，努尔哈赤对内称建州等处地方国王。同时满洲贵族奉行一夫多妻多妾制，诸位妻子皆称福晋，众福晋之间并无一夫一妻多妾制下严格的嫡庶之分。众福晋所出之子地位相同，继承权相当。因史料缺乏，中国学界曾长期将后金社会的一夫多妻多妾制等同于汉族社会的一夫一妻多妾制，两者差异被混淆。由于误指她为妾室，以致误以为其子皇太极为庶子，其继位是在嫡长子继承制下的以庶嗣统，以庶夺嫡:39。
1607年开始记事的《满文老档》显示努尔哈赤的妻子中，除众福晋外，阿巴亥有“amba fujin”（直译为大福晋）的称谓。成书于皇太极时期的《满洲实录》中称孟古哲哲为“dulimbai amba fujin”（中室大福晋:40，或译中宫皇后）。《清史稿》更称阿巴亥是在孟古哲哲逝世后，被立为大妃（应指大福晋）。但孟古哲哲生前是否有大福晋的头衔，中国学界有争议。当代学者杜家骥依《满洲实录·卷七》中天命九年四月，努尔哈赫将祖陵由赫图阿拉迁往辽阳的满文记录，认为她生前确实是努尔哈赤的大福晋:41。
1636年5月16日，儿子皇太極登基，是为清太宗。孟古哲哲母以子贵，被追赠諡號為孝慈昭憲純德貞順承天育聖武皇后。康熙元年，改諡為高皇后，以系太祖諡，雍正、乾隆累加諡，為孝慈昭憲敬順仁徽懿德慶顯承天輔聖高皇后。

## 备注
1. ↑  「孟古哲哲」在初纂本《大清太宗文皇帝實錄》中被寫作「孟古姐姐[1]」，孟古一词原意不详。